# غابرييل ليثاغ
غابرييل ليثاغ (بالنرويجية البوكمول: Gabrielle Leithaug)‏ (ولدت في 10 كانون الثاني / يناير 1985 في بيرغن، النرويج) معروفة أكثر باسمها الفني غابرييلا هي مغنية إلكتروبوب نرويجية وقعت عقدها مع مجموعة يونيفرسال الموسيقية.

## روابط خارجية
- غابرييل ليثاغ على موقع IMDb (الإنجليزية)
- غابرييل ليثاغ على موقع ميوزك برينز (الإنجليزية)
- غابرييل ليثاغ على موقع ديسكوغز (الإنجليزية)
- غابرييل ليثاغ على موقع قاعدة بيانات الفيلم (الإنجليزية)